# Bussum

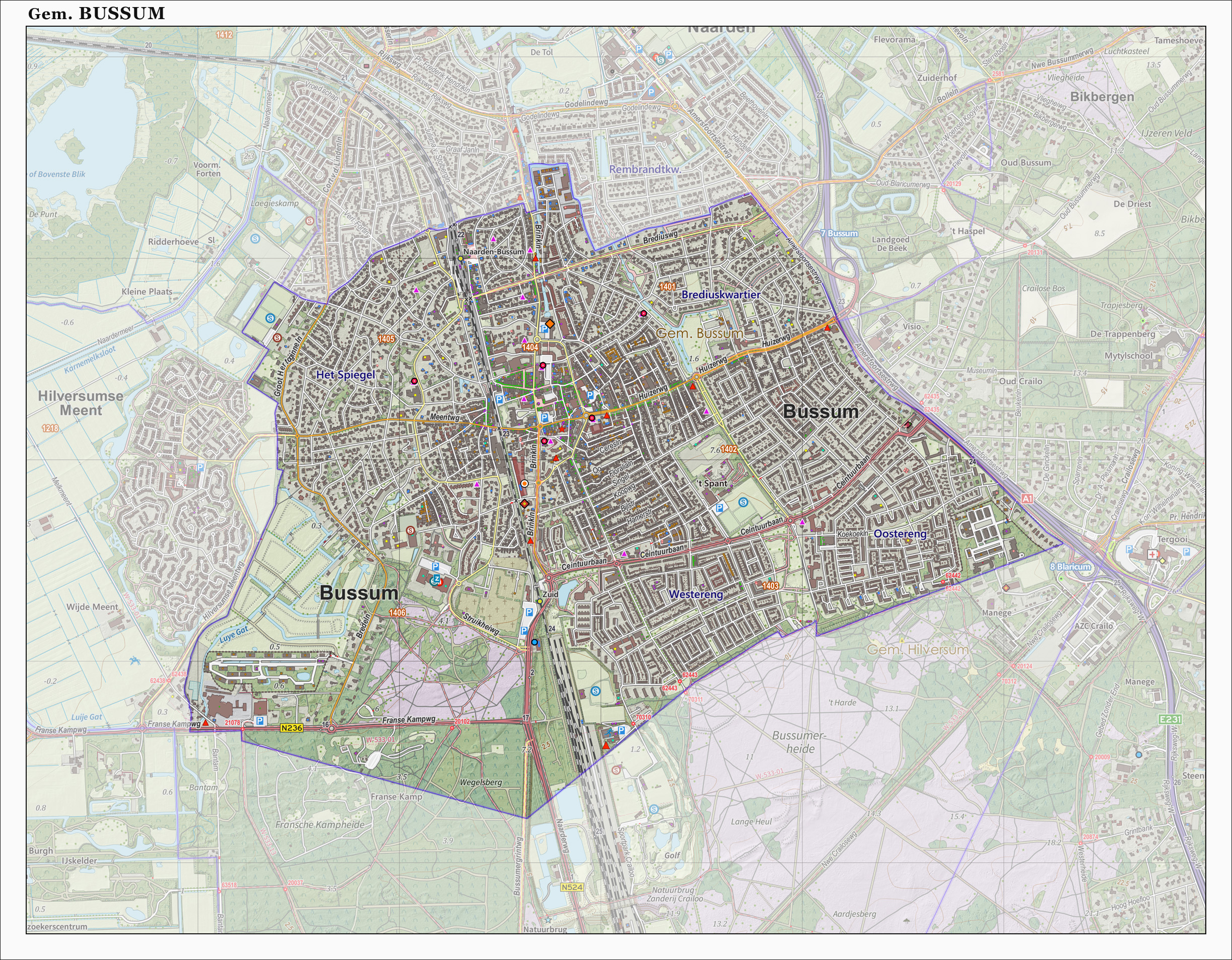
Mapa bývalé obce Bussum, červen 2015

Bussum je město a bývalá obec v regionu Gooi na jihovýchodě provincie Severní Holandsko v Nizozemsku poblíž Hilversumu. Od roku 2016 je Bussum součástí nové obce Gooise Meren.
Bussum měl v roce 2019 33 595 obyvatel a rozkládal se na ploše 8,15 km².

## Místní samospráva
Poslední obecní rada Bussumu sestávala z 23 křesel, která byla rozdělena takto (2015):
- VVD - 5 křesel
- Hart voor Bussum - 4 křesla
- PvdA - 3 křesla
- CDA - 2 křesla
- GroenLinks - 2 křesla
- D66 - 2 křesla
- Gooise Ouderen Partij - 2 křesla
- Partij voor Bussum (PVB) - 1 křeslo
- Fractie Krabbendam - 1 křeslo
- GooiDuursaam - 1 křeslo

## Významní obyvatelé
- Freddy Wittop (1911-2001), mezinárodní kostýmní výtvarník
- Karel Thole (1914–2000), malíř a ilustrátor
- Paul Biegel (1925–2006), autor
- Willem Duys (1928-2011), rozhlasový a televizní moderátor a hudební producent
- Thierry Veltman (*1939), umělec
- Tineke Lagerbergová (*1941), plavkyně
- Ronnie Tober (*1945), zpěvák a bavič
- Charles de Lint (*1951), kanadský spisovatel a hudebník
- Huub Rothengatter (*1954), závodní jezdec
- Raoul Heertje (*1963), komik
- Anneloes Nieuwenhuizenová (*1963), obránkyně v pozemním hokeji
- E. van der Bovenkampf (*1964), profesor na Univerzitě v Groningenu
- Ruud Hesp (*1965), fotbalový brankář
- Ellen Elzermanová (*1971), plavkyně
- Thekla Reutenová (*1975), herečka
- Wopke Hoekstra (*1975), nizozemský politik
- Joël Drommel (*1996), fotbalový brankář

## Doprava
Město Bussum má dvě železniční stanice: Naarden-Bussum a Bussum Zuid.